# Bad Freienwalde (Oder)
Bad Freienwalde (Oder) er en by i  Landkreis Märkisch-Oderland og er statanerkendt kurby og den nordligste by i bakkelandet Märkische Schweiz.

## Geografi
Bad Freienwalde ligger ved  Alte Oder (en af floden Oders mange forgreninger) ved nordvestenden af  Oderbruch ved overgangen til Barnimplateauet. Dette medfører de for  Brandenburg så store højdeforskelle på næsten 160 m og markerer tilhøret til Märkischen Schweiz.

## Inddeling
Kommunen har syv bydele/landsbyer:
- Altglietzen
- Altranft med sukkerfabrik
- Bralitz
- Hohensaaten
- Hohenwutzen
- Neuenhagen
- Schiffmühle bebyggelserne  Neukietz,  Neutornow og Gabow.